# Thomas Coke (biskop)
Thomas Coke, född den 9 september 1747 i Brecon i Wales, död den 3 maj 1814 utanför Ceylon, var en engelsk missionär, den förste biskopen i Metodist-episkopalkyrkan, tillsammans med Francis Asbury.
Coke graduerades i Oxford 1768 och tjänstgjorde en tid som präst i engelska kyrkan. Från 1776 trädde han i nära förbindelse med John Wesley. År 1786 på väg till Nya Skottland, för att där börja en mission, blev han stormdriven till Antigua. Efter sin återkomst till England sökte han energiskt väcka intresse för de västindiska slavarna och den bland dem påbörjade wesleyanska missionen, som också under hans kloka ledning utvecklade sig framgångsrikt. En andra wesleyansk mission upptogs på hans initiativ i Västafrika 1811. 76 år gammal, sedan han 18 gånger överseglat Atlanten, förde han själv en skara missionärer till Ceylon, men kort före framkomsten avled han 1814 och fick sin grav i Indiska oceanen.